# Nadia Chomyn
Vous lisez un « bon article » labellisé en 2018.
Nadia Chomyn est une artiste autiste britannique, née le 24 octobre 1967 à Nottingham, et morte le 28 octobre 2015.
Considérée comme sévèrement handicapée tant intellectuellement que sur le plan moteur, elle est essentiellement connue à travers ses dessins réalistes d'enfant prodige, représentant surtout des chevaux et des coqs. Maîtrisant la perspective avec un trait extrêmement rapide et précis dès l'âge de trois ans et demi, Nadia est décrite comme une « autiste savante ». Elle suscite un intérêt dans les médias anglo-saxons et les publications de psychiatrie et d'art-thérapie à la fin des années 1970 et au début des années 1980, notamment quant à la question de savoir si les interventions pour enfants autistes peuvent entraîner une perte d'autres compétences en parallèle. Elle est suivie à l'université de Nottingham à partir de 5 ans, puis scolarisée dans un établissement spécialisé de la même ville après 7 ans. Son dessin se normalise en parallèle de son apprentissage de la parole et de compétences sociales, puis régresse à l'adolescence. 
Ses dessins d'adulte restent moins élaborés que ses réalisations de petite enfance. Nadia n'a par ailleurs jamais employé de langage parlé d'une façon conventionnelle, ni pu vivre de façon autonome. Accueillie dans un institut spécialisé au début de sa vie adulte, elle meurt d'une courte maladie à l'âge de 48 ans, dans un relatif anonymat. Ses dessins sont désormais exposés au Bethlem Royal Archives and Museum de Beckenham, qui en gère les droits de reproduction. Ils sont classés parmi l'art outsider ou l'art brut.

## Histoire

### Petite enfance
Toutes les informations concernant Nadia avant l'âge de cinq ans et trois mois proviennent des témoignages de sa mère. Nadia Chomyn naît à Nottingham le 24 octobre 1967,, après une grossesse et un accouchement sans difficultés. Elle est le deuxième enfant d'une fratrie de trois, ayant une sœur plus jeune, Tania, et un frère plus âgé, Andrej,. 
Ses parents, Mychajlo et Aneila Chomyn, sont deux réfugiés ukrainiens diplômés en sciences ; Mychajlo en ingénierie électrique, Aneila en chimie. Ayant fui l'URSS après la guerre, ils travaillent à l'extérieur. Aneila est technicienne dans un laboratoire, et reprend son travail lorsque sa fille est âgée d'un an. Le couple parental parle habituellement sa langue maternelle, l'ukrainien, au domicile. Aneila remarque rapidement que Nadia ne se développe pas comme un bébé typique, avec notamment une grande passivité, et peu de tonus musculaire. Elle prononce quelques mots à l'âge de neuf mois, mais cesse ensuite de parler. Elle se tient debout à un an, mais n'apprend à marcher qu'à deux, et tombe malade d'une rougeole sévère cette même année. Depuis qu'Aneila a repris son travail, Nadia est régulièrement gardée par sa grand-mère paternelle, décrite comme « profondément introvertie »,, et qui ne parle pas ou peu. La psychiatre Lorna Selfe relève le fait que Nadia a été très peu stimulée par la parole durant sa petite enfance, cependant, son frère et sa sœur se développent sur le plan langagier de façon neurotypique, devenant bilingues,.
Une période de garde par la grand-mère paternelle a notamment lieu durant l'hospitalisation d'Aneila pendant trois mois, pour un cancer du sein, alors que Nadia a trois ans,,. Elle commence à dessiner vers trois ans et demi, après le retour de sa mère à son domicile, pour une période de convalescence. Aneila est très impressionnée par ces réalisations. Lorsqu'elle a quatre ans et demi, un médecin conseille à ses parents de la placer dans un établissement scolaire spécialisé pour « enfants retardés ». Ils remarquent que leurs tentatives de scolarisation s'accompagnent de progrès chez leur fille. Elle s'intéresse aux puzzles, aux tableaux à dessin, et est autonome pour se rendre aux toilettes et pour se nourrir avec une cuiller. N'utilisant qu'une dizaine de mots, elle reste de longs moments assise seule dans une pièce, a parfois des crises de colère, et est très lente dans ses mouvements et ses déplacements. Elle ne joue pas aux jeux énergiques des autres enfants. Son habileté au dessin est par ailleurs remarquée.

### Diagnostic et suivi à l'université de Nottingham

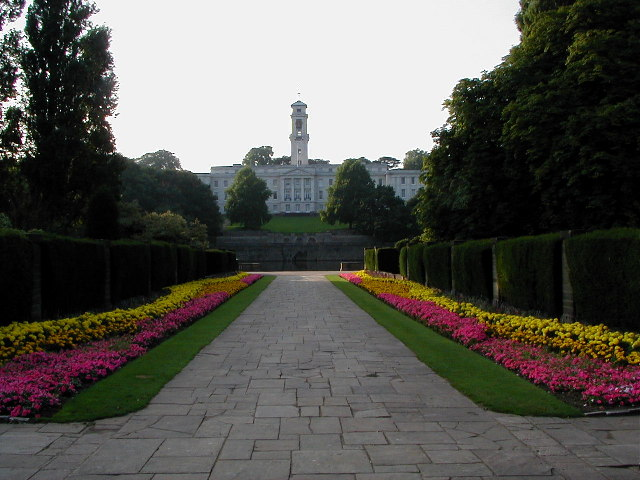
Nadia Chomyn est suivie par une psychiatre de l'université de Nottingham dès l'âge de cinq ans.

Nadia est diagnostiquée comme mentalement retardée, avec des caractéristiques de l'autisme et un fort retard de langage, par la psychiatre Elizabeth Newson de l'unité de recherche de l'université de Nottingham, alors qu'elle a cinq ans et trois mois, en 1972,. Elle répond aux quatre critères diagnostiques de l'époque. Ce diagnostic mentionne une écholalie, un trouble sévère de la coordination motrice, un retard cognitif et des affects propres à l'autisme,. Newson confie Nadia à l'une de ses étudiantes en psychiatrie, Lorna Selfe, qui la suit durant cinq ans, entre autres dans le cadre de sa maîtrise, pendant son intégration à la Child Development Research Unit (CDRU). Lorna Selfe note que Nadia évite le regard, est très lente et très passive, semble « dans son monde », et qu'il est extrêmement difficile de capter son attention. Bien que de nombreux jouets soient mis à sa disposition, elle passe l'essentiel de son temps debout au milieu de la pièce, avec le regard dans le vague. Selfe suppose qu'il s'agit d'une enfant avec un retard de développement sévère, et témoigne être au départ extrêmement sceptique vis-à-vis des dessins présentés par sa mère. Elle assiste cependant à une démonstration en direct, et compare les dessins de Nadia à ceux de Léonard de Vinci. Elizabeth Newson remet alors en question son diagnostic d'autisme, qualifiant la situation de Nadia de subnormality.
Nadia ne coopère pas à la plupart des tests que Selfe souhaite lui faire passer (tests de QI, de langage, etc.), ne maîtrisant d'après elle qu'une dizaine de mots en anglais, moins en ukrainien, et de façon écholalique. D'après Selfe, sa capacité à généraliser et former des catégories d'objets est « extrêmement limitée ». Sa compréhension du langage parlé est évaluée comme équivalente à celle d'un enfant de six mois. En revanche, elle est favorisée dans la compréhension des éléments visuels, et douée dans la réalisation de puzzles,. Selon le test du dessin du bonhomme, son score est équivalent à un QI de 160.
Elle se fait connaître par ses dessins d'un très grand réalisme visuel, réalisés entre 3 et 9 ans, y compris dans des livres, sur les murs de son domicile, sur des paquets de céréales et sur tout morceau de papier. Tout au long de son évaluation clinique, ses parents apportent les dessins qu'elle a réalisés à l'université de Nottingham, lesquels se distinguent par un degré de maîtrise exceptionnel pour une enfant de son âge. Elle dessine également durant les débuts de son intégration au CDRU, notamment des pélicans et des chaussures. Son cas représente une énigme pour les psychiatres, dans la mesure où sa maîtrise du dessin surpasse de très loin les réalisations d'enfants au développement typique, et où aucune des publications de recherche à l'époque, basées pour l'essentiel sur des théories psychologiques de l'autisme, ne donne d'élément permettant de comprendre comment un enfant autiste peut avoir de telles capacités en dessin. Chez Nadia, une situation de handicap lourd coexiste avec une habileté artistique hors-norme.

### Placement en école spécialisée et médiatisation

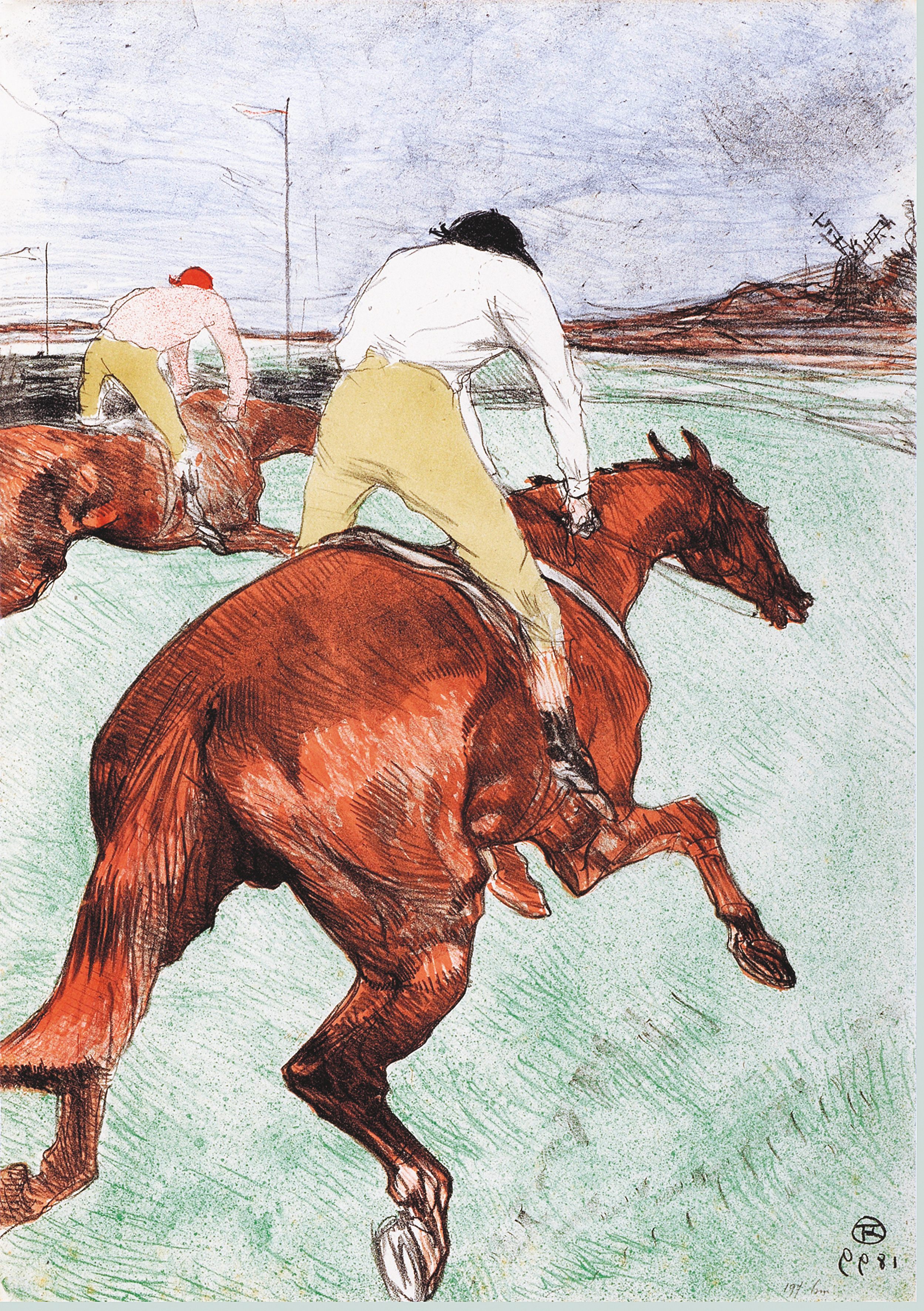
Le Jockey d'Henri de Toulouse-Lautrec, l'une des œuvres mémorisées et reproduites par Nadia Chomyn, à l'âge de 11 ans.

Lorsque Lorna Selfe quitte le CDRU, les personnes qui la remplacent considèrent l'apprentissage de la parole comme une priorité pour Nadia. À l'âge de sept ans et demi, elle est placée à Sutherland House, un établissement scolaire spécialisé pour enfants autistes, dans lequel sont appliquées des interventions intensives. Ses capacités langagières s'améliorent, elle parvient à exprimer ses besoins avec des phrases courtes. Elle montre davantage de réciprocité sociale, et fait moins de colères. Elle reste cependant très peu verbale, et ne communique pas de manière conventionnelle. L'équipe de Sutherland House s'appuie un temps sur son intérêt pour le dessin, cependant, elle se met à copier les dessins des autres enfants de son école, et réalise des œuvres plus typiques de son âge, dépourvues de qualités artistiques. À l'âge de dix ans, ses éducateurs remarquent qu'elle dessine un cheval dans la buée d'une fenêtre.
En 1977, Lorna Selfe publie son ouvrage contenant les dessins de Nadia (Nadia: A Case of Extraordinary Drawing Ability in an Autistic Child, en français : Nadia : Un cas d'extraordinaire habileté au dessin chez une enfant autiste). Sa scolarisation est alors interrompue par une période d'intense médiatisation, durant laquelle le journaliste américain Walter Cronkite se rend à Nottingham pour réaliser un film à son sujet. Nadia fait une démonstration en direct sur CBS, qui contribue aussi à la rendre populaire. Elle est invitée sur plusieurs émissions de télévision ; Cronkite tente par ailleurs de l'inviter sur un plateau aux États-Unis. 
À l'adolescence, ses dessins deviennent moins remarquables, moins fréquents, plus enfantins.

### Âge adulte
Lorsque Nadia a 20 ans, en 1987, un professeur d'art-thérapie américain, David R. Henley, propose à sa famille une observation et un accompagnement visant à « réveiller » ses capacités artistiques. Il note à cette occasion que son père Mychajlo est un homme timide, ne supportant pas les intrusions à son domicile. Nadia, qui à cette époque regarde très souvent la télévision, refuse d’abord d'utiliser le matériel de dessin qu'il met à sa disposition, puis ne suit pas sa suggestion de dessiner un cheval. Elle représente des objets de son environnement de manière simplifiée, ainsi qu'un autoportrait très inférieur en qualité à ses dessins d'enfance. Lorsque Henley lui donne un livre de ses propres dessins à l'âge de 5 et 6 ans, elle réalise là aussi une reproduction moins élaborée que ses réalisations d'enfance, bien qu'elle ait reconnu ses anciens dessins. Les autres tentatives de reproduction sont également moins dynamiques et maîtrisées. Henley note que Nadia n'a pas réalisé de progrès notables en matière de langage et d'autonomie, ce qui rend peu crédible la théorie d'une perte de ses compétences en dessin en parallèle de l'acquisition d'autres compétences. 
Elle est restée, sa vie durant, en incapacité de lacer ses chaussures seule, et de réaliser un certain nombre de tâches considérées comme basiques. Du fait de ses problèmes d'autonomie et de l'âge avancé de son père, Nadia est placée dans une institution spécialisée sous la supervision d′Autism East Midlands au début de l'âge adulte. 
Elle meurt à 48 ans, le 28 octobre 2015, des suites d'une courte maladie. Son père est déjà décédé, mais son frère et sa sœur sont, à ce moment-là, toujours en vie.

## Analyse artistique
Les dessins de Nadia sont décrits comme étant réalisés extrêmement rapidement, avec assurance et compétence, par le tracé de lignes très précises,,. La réalisation dure entre une minute et une heure, entrecoupée de moments d'inspection de son travail pouvant durer plusieurs minutes, avant d'éventuelles corrections. Elle peut dessiner une tête de cheval en deux minutes. Il semble qu'elle ait essentiellement dessiné durant ses moments de joie, et que cette activité lui ait procuré un bien-être intense. Elle ne semble pas rechercher de gloire ou en tirer quelconque fierté en échange, étant très timide pour montrer ses dessins. Elle n'a pas été incitée à dessiner par sa famille, laquelle ne compte par ailleurs aucun artiste connu. De plus, sa maîtrise est en contraste avec ses difficultés motrices, par exemple pour se nourrir seule.
Nadia ne recopie pas tout ce qu'elle voit sans distinction : elle a des sujets favoris, lesquels semblent indéniablement lui apporter du plaisir. Les chevaux ont toujours constitué ce sujet favori, qu'il s'agisse de chevaux réels ou de chevaux de carrousel,,. Elle a pourtant très peu d'expérience du monde extérieur, n'ayant probablement vu un carrousel qu'une fois ou deux dans un parc durant son enfance. Elle a également représenté des oiseaux (coqs), des trains, des pieds et des chaussures, de façon isolée des autres éléments présents sur la source d'inspiration originale. 
La grande majorité de ses réalisations sont des copies, avec plus ou moins de modifications et d'oublis, d'autres illustrations qu'elle a vues. Elle s'inspire en particulier d'une collection de livres d'animaux de ferme avec des chevaux et des coqs, dessinés dans un style adulte à partir de photographies. Elle travaille essentiellement au stylo à bille, et ne montre aucun intérêt pour la couleur. Selfe note qu'il lui arrive d'oublier des éléments de l'original qui l'inspire, mais que si elle lui montre cet original, Nadia complète le dessin avec les éléments manquants. Elle dessine donc de mémoire,, le plus souvent sans avoir consulté sa source d'inspiration depuis un certain laps de temps. Nadia a en effet très rarement vu des chevaux durant son enfance.

### Apprentissage
Contrairement à ce que dit Pariser, d'après Selfe, Nadia Chomyn n'a pas appris le dessin « extrêmement rapidement », mais plutôt développé des habiletés artistiques différentes par nature de celles des autres enfants, sans suivre les étapes classiques connues. L'apprentissage du dessin est théoriquement précédé d'une phase de gribouillages, puis d'intellectualisation en deux dimensions, avant que ne s'exprime la capacité à faire des représentations réalistes ; des représentations non-réalistes précèdent donc habituellement les plus réalistes, en trois dimensions.
Nadia intègre les lois de la perspective, de la proportion et du mouvement à ses réalisations dès l'âge de 3 ans, sans passer par le dessin en deux dimensions.

### Analyse et réception
Les dessins de Nadia ont contredit la théorie d'une relation entre capacités verbales et conceptualisation visuelle, et mis à mal les études de F. L. Goodenough (Children's drawings, 1931) et de D. B. Harris (Harris drawing test manual, 1961), selon lesquelles la possibilité de dessiner de façon réaliste n'existerait pas sans intelligence verbale. Ils sont aussi en contradiction avec les théories de la psychologie de la forme, selon lesquelles la représentation mentale partirait toujours d'une perception globale, avant une perception de détails. Ils contredisent globalement toutes les généralisations précédemment effectuées au sujet des dessins enfantins. Lorna Selfe estime que Nadia a ce talent en dessin non « malgré son handicap », mais grâce à son autisme.
David Pariser suppose que les dessins de Nadia sont une « hypertrophie du stade du gribouillage », et note qu'il n'y a pas d'organisation analytique dans ses représentations. Il en conclut qu'elle représentait strictement son univers visuel, sans l'analyser. Elle est cependant capable d'ajuster ses représentations, ayant par exemple tourné à gauche un dessin dont la source d'inspiration originale était tournée à droite.
Henley suppose que le dessin constitue pour elle un moyen de partager son état émotionnel. David Pariser a lié cette capacité à un refus ou une incapacité pour Nadia de conceptualiser ce qu'elle dessine. Tony Charman et Simon Baron-Cohen ont cherché à savoir si tous les enfants autistes sont capables de maîtriser le dessin réaliste sans phase d'intellectualisation, mais tel n'est pas le cas. 
L'archéologue américain Nicholas Humphrey compare ses dessins d'enfance aux peintures rupestres, en particulier celles de la grotte Chauvet, notant que ses contemporains ont une tendance naturelle à penser que les hommes préhistoriques avaient le même raisonnement mental qu'eux-mêmes. Il émet l'hypothèse qu'un fonctionnement mental atypique sans langage puisse être un prérequis pour réaliser ce type de représentations.
Ces dessins ont également été comparés à ceux de Léonard de Vinci, de Feliks Topolski (en), et à ceux d'autres personnes autistes décrites comme savantes, telles que Stephen Wiltshire. La profondeur du regard de ses créations, avec des yeux « miroir de l'âme », a été soulignée, de même que sa très grande sensibilité optique aux détails.

### Raisons de la perte des compétences
La raison exacte pour laquelle Nadia a « perdu » ses compétences artistiques reste sujette à de nombreuses interprétations. Elle a acquis l'essentiel de ses compétences entre l'âge de trois ans et demi et de six ans, ses dessins à neuf ans n'ayant pas de qualités techniques supérieures à ceux de ses six ans, avec au contraire une perte de sa « virtuosité de jeunesse ».
Le professeur d'art-thérapie américain David Henley l'analyse comme un cas de « régression dans l'autisme savant ». Cette « régression » est vue comme mystérieuse et sensationnelle. Henley a émis l'hypothèse que Nadia ait pu être affectée par le décès de sa mère, survenu alors qu'elle avait 8 ou 9 ans. Lorna Selfe réfute cette théorie, notant que la qualité des dessins avait déjà diminué auparavant.
Elle suppose que l'absence de langage permettait à Nadia de développer et d'entretenir une forme d'imagerie visuelle mentale, servant de moyen de communication et de représentation du monde. David Pariser note que le déclin de ses capacités en dessin, vers l'âge de neuf ans, est concomitant à son apprentissage d'éléments de langage et de compétences sociales. La théorie dominante dans les publications serait que l'intervention comportementale, visant entre autres à supprimer les comportements répétitifs et les intérêts restreints de Nadia, aurait en parallèle détruit ses qualités de concentration et de focalisation nécessaires à la pratique du dessin. Dans un commentaire de l'ouvrage de 1977 contenant ses dessins, le journaliste du New York Review of Books N. Dennis est extrêmement critique contre les psychiatres, psychologues et travailleurs sociaux qui ont entouré Nadia, estimant qu'ils ont « détruit » son génie artistique. Il dresse un parallèle entre la mutilation des castrats en vue de préserver leur talent vocal, et la tentative de « normalisation » forcée de Nadia.
Darold Treffert s'est opposé à cette théorie selon laquelle l'instruction et l'acquisition du langage entraîneraient la perte des compétences de « savant » chez les personnes autistes, citant des contre-exemples moins médiatiques. Le Dr Phil Christie s'est lui aussi opposé à ce qu'il qualifie d'« idée dangereusement romantique ».

## Postérité
Nadia Chomyn a suscité un grand intérêt dans le domaine de la psychiatrie, s'agissant de l'un des rares cas connus d'observation d'« autisme savant » depuis la petite enfance jusqu'à l'âge adulte. Darold Treffert note qu’elle fait partie des très rares femmes décrites comme « autiste savant ». Ses réalisations ont inspiré des publications visant à caractériser le dessin des personnes autistes : C. Park note comme caractéristiques communes un faible intérêt initial pour la couleur, une préférence pour des sujets stéréotypés et dérivatifs, une utilisation de tracé de lignes, une capacité inhabituelle au travail de mémoire, et une capacité à rendre ce qui est strictement perçu par la vue.
Ses dessins sont désormais conservés aux Bethlem Royal Archives and Museum de Beckenham, qui en détient environ 200 et gère leur licence d'exploitation. Ils sont considérés comme relevant de l'art outsider, ou de l'art brut.